# Vini Zabù/Saison 2021
Dieser Artikel listet die Fahrer und Siege des Radsportteams Vini Zabù in der Saison 2021.

## Fahrer
| Teamkader 2021          | Teamkader 2021     | Teamkader 2021         | Teamkader 2021                            |
| Name                    | Geburtsdatum       | Land                   | Vorheriges Team                           |
| ----------------------- | ------------------ | ---------------------- | ----------------------------------------- |
| Andrea Bartolozzi       | 3. Mai 1999        | Italien                |                                           |
| Liam Bertazzo           | 17. Februar 1992   | Italien                | MG Kvis-Wilier (2014)                     |
| Mattia Bevilacqua       | 17. Juni 1998      | Italien                | Team Franco Ballerini (2019)              |
| Simone Bevilacqua       | 22. Februar 1997   | Italien                | Zalf Euromobil Désirée Fior (2017)        |
| Matteo De Bonis         | 26. September 1995 | Italien                |                                           |
| Andrea Di Renzo         | 24. Januar 1995    | Italien                | VPM Porto Sant'Elpidio Monte Urano (2019) |
| Marco Frapporti         | 30. März 1985      | Italien                | Androni Giocattoli-Sidermec (2019)        |
| Roberto González        | 21. Mai 1994       | Panama                 | Bicicletas Strongman (2017)               |
| Kamil Gradek            | 17. September 1990 | Polen                  | CCC Team (2020)                           |
| Alessandro Iacchi       | 26. Mai 1999       | Italien                |                                           |
| Jakub Mareczko          | 30. April 1994     | Italien                | CCC Team (2020)                           |
| Davide Orrico           | 17. Februar 1990   | Italien                | Team Vorarlberg-Santic (2020)             |
| Daniel Pearson          | 26. Februar 1994   | Vereinigtes Königreich | Canyon DHB p/b Soreen (2020)              |
| Jan Petelin             | 2. Juli 1996       | Luxemburg              | Differdange-GeBa (2019)                   |
| Joab Schneiter          | 6. August 1998     | Schweiz                | Swiss Racing Academy (2020)               |
| Riccardo Stacchiotti    | 8. November 1991   | Italien                | Giotti Victoria-Palomar (2019)            |
| Veljko Stojnić          | 4. Februar 1999    | Serbien                | Team Franco Ballerini (2019)              |
| Leonardo Tortomasi      | 21. Januar 1994    | Italien                |                                           |
| Wout van Elzakker       | 14. November 1998  | Niederlande            | Differdange-GeBa (2019)                   |
| Etienne van Empel       | 14. April 1994     | Niederlande            | Roompot-Nederlandse Loterij (2018)        |
| Edoardo Zardini         | 2. November 1989   | Italien                | Bardiani CSF (2017)                       |
|                         |                    |                        |                                           |
| Quelle: ProCyclingStats |                    |                        |                                           |

## Siege
| Siege    | Siege                                 | Siege    | Siege  | Siege          | Siege |
| Datum    | Rennen                                | Staat    | Klasse | Sieger         |       |
| -------- | ------------------------------------- | -------- | ------ | -------------- | ----- |
| 3. Mär.  | Umag Trophy                           | Kroatien | 1.2    | Jakub Mareczko |       |
| 23. Mär. | Settimana Internazionale, 1. A Etappe | Italien  | 2.1    | Jakub Mareczko |       |